# Northwind-Gletscher
Northwind-Gletscher ist ein großer Gletscher in der Convoy Range im ostantarktischen Viktorialand. Er fließt vom westlichen Abschnitt des Flight-Deck-Firnfelds in nördlicher Richtung zwischen dem Gebirgskamm Elkhorn Ridge und den Sunker-Nunatakkern zum Fry-Gletscher. Eine kurze Seitenzunge fließt in westlicher Richtung zum Eingang des Greenville Valley.
Die neuseeländische Nordgruppe der Commonwealth Trans-Antarctic Expedition (1955–1958) benannte ihn nach dem Eisbrecher USCGC Northwind, der von 1956 bis 1957 zum US-Verband im McMurdo-Sund gehörte.